# Volksraad w Natalu
Volksraad (Rada Ludowa) – jednoizbowy parlament Republiki Natalii, mający swoją siedzibę w Pietermaritzburgu.
Ukształtował się w lecie 1838, jeszcze jako część systemu politycznego tzw. Zjednoczonych Taborów. Początkowo nosił nazwę Rada Przedstawicieli, następnie, stopniowo, przyjęło się wobec niego określenie Rada Ludowa. Jego kompetencje pierwotnie były dość płynne, nie istniały również formuły regulujące przebieg obrad. Dopiero konstytucja przygotowana przy współudziale Jacobusa Nicolaasa Boschoffa jasno określiła pozycję ustrojową Volksraadu. Uzyskał on, oprócz pełni władzy ustawodawczej, znaczący wpływ na władzę sądowniczą. Wobec braku centralnego organu wykonawczego przejmował również często kompetencje rządu.
W Volksraadzie zasiadać mogli wyłącznie mężczyźni wyznania protestanckiego, będący właścicielami nieruchomości. Obowiązywał zakaz pełnienia funkcji parlamentarzysty przez osoby karane oraz jednoczesnego zasiadania osób blisko spokrewnionych lub spowinowaconych. Czynne prawo wyborcze przysługiwało od 21 roku życia.